# Mobilna komora gazowa

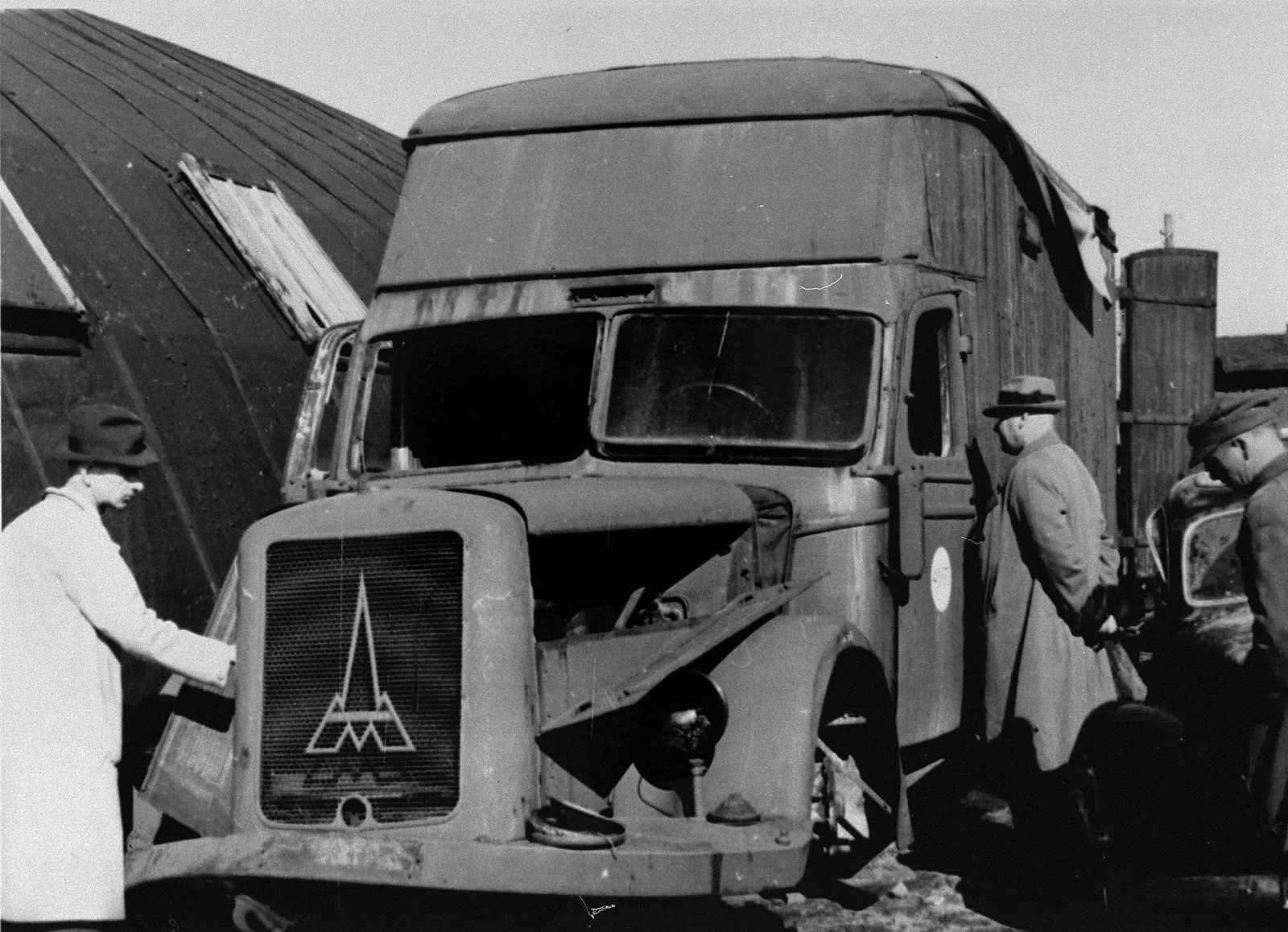
Spalony samochód dostawczy przeznaczony do przewożenia mebli (stąd wyjątkowo wysoka bryła nadwozia) marki Magirus-Deutz w pobliżu obozu zagłady w Chełmnie (1945). Tego typu pojazdów hitlerowcy używali do duszenia więźniów, poprzez kierowanie spalin do zamkniętego przedziału tylnego, w którym zamykano ofiary. Ten egzemplarz nie został zmodyfikowany, jak wynika z ustaleń Office of the United States Chief Counsel for Prosecution of Axis Criminality (1946), daje jednak dobre wyobrażenie o procesie uśmiercania ludzi w mobilnych komorach gazowych

Mobilna komora gazowa (niem. Gaswagen; ros. душегубка, trans. duszegubka, w dosłownym tłumaczeniu „zabójca dusz”) – samochód ciężarowy przystosowany do użytku jako komora gazowa. Podczas II wojny światowej i Holokaustu nazistowskie Niemcy opracowały i wykorzystywały na szeroką skalę mobilne komory gazowe jako metodę eksterminacji więźniów (głównie Polaków, Romów i Żydów) w okupowanej Polsce, Jugosławii i na zachodnich obszarach Związku Radzieckiego, a także w innych, opanowanych przez Wehrmacht regionach Europy. Mniej znany pozostaje fakt, że podczas wielkiego terroru sowieckie NKWD również mordowało więźniów we własnych ruchomych komorach gazowych.

## Nazistowskie Niemcy
Wykorzystanie przez Niemców mobilnych komór gazowych do mordowania Żydów, Polaków, Romów, osób chorych psychicznie i innych więźniów na terenach okupowanych w czasie II wojny światowej zostało zapoczątkowane w ramach Akcji T4 w 1939 roku. Niemiecki Kriminaltechnisches Institut der Sicherheitspolizei podlegający pod Reichssicherheitshauptamt (RSHA) zdecydował o gazowaniu ofiar tlenkiem węgla. W październiku 1939 roku hitlerowcy rozpoczęli gazowanie więźniów w Forcie VII w Poznaniu. Pierwszymi ofiarami byli polscy i żydowscy więźniowie zakładów dla chorych psychicznie. Świadkowie podają, że od grudnia 1939 roku w ruchomych komorach gazowych zabijano więźniów na Pomorzu, Prusach Wschodnich i w Generalnym Gubernatorstwie. Specjalne samochody zostały zbudowane dla Sonderkommando Lange, a ich użycie miało przyspieszyć proces likwidacji więźniów. Zamiast transportować ofiary do komór gazowych, komory gazowe były przywożone do ofiar. Najprawdopodobniej zostały one opracowane przez specjalistów z Referatu II D RSHA. Ruchome komory gazowe działały na takich samych zasadach jak stacjonarne komory gazowe: przez gumowy wąż kierowca wypuszczał czysty tlenek węgla ze stalowych butli do szczelnej, specjalnej komory, która miała kształt zwykłej paki samochodu dostawczego, umieszczonej na jego ramie. Pojazdy te z zewnątrz niczym nie różniły się od normalnych furgonetek, a ponadto w celu ukrycia ich przeznaczenia oznaczono je oficjalnie jako Kaiser’s Kaffee Geschäft („Kawiarnia Kajzera”). Na początku wojny nie nazywano ich jeszcze „ruchomymi komorami gazowymi”, lecz Sonder-Wagen lub Spezialwagen (samochody specjalne), a także Entlausungswagen (samochody do odwszawiania). Sonderkommando Lange zamordowało przy ich użyciu pacjentów wielu szpitali w Kraju Warty w 1940 roku: hitlerowcy przyjeżdżali do placówki, zbierali pacjentów, ładowali ich do „samochodów dostawczych” i gazowali w drodze na miejsce pogrzebania ciał. Tylko od 21 maja do 8 czerwca 1940 roku Sonderkommando Lange zabiło 1558 chorych psychicznie z obozu koncentracyjnego Soldau.
W sierpniu 1941 roku szef SS Heinrich Himmler wziął udział w zorganizowanej przez Arthura Nebe demonstracji masowego rozstrzelania Żydów w Mińsku, po której zwymiotował. Odzyskując opanowanie nad sobą, Himmler zdecydował, że należy znaleźć alternatywne metody zabijania. Nakazał Nebe zbadać bardziej „wygodne” sposoby uśmiercania ludzi, mniej stresujące dla zabójców, aby ci nie stali się w przyszłości zagrożeniem dla niemieckiego społeczeństwa. Nebe postanowił przeprowadzić swoje eksperymenty, mordując pacjentów radzieckich szpitali psychiatrycznych, najpierw przy użyciu materiałów wybuchowych w pobliżu Mińska, a następnie spalinami samochodowymi w Mohylewie. Eksperymenty Nebego doprowadziły do opracowania nowego modelu mobilnej komory gazowej, wykorzystującej spaliny samochodowe kierowane zakręconą rurą wydechową do wnętrza pojazdu.
Ruchome komory gazowe były używane przez hitlerowców, zwłaszcza w obozie zagłady w Chełmnie, do czasu opracowania stacjonarnych komór gazowych jako skuteczniejszej metody jednoczesnego zabijania dużej liczby ludzi. W mobilnej komorze gazowej pod Chełmnem zginęła m.in. grupa czeskich dzieci ze wsi Lidice, wymordowana w odwecie za zamach na Reinharda Heydricha.
W Europie Wschodniej i na Bałkanach Einsatzgruppen używały dwóch modeli mobilnych komór gazowych: zbudowanej na bazie ciężarówki Opel Blitz, która ważyła 3,5 tony, oraz większego samochodu Saurer, o ciężarze 7 ton. W Belgradzie samochód był znany jako „dušegupka”, a w okupowanych częściach ZSRR podobnie, jako „duszegubka”; w obu przypadkach słowo to oznacza dosłownie „zabójca dusz” lub „eksterminator”. W większości przypadków ofiary zostały uduszone – zatrute tlenkiem węgla i toksynami zawartymi w spalinach podczas przewożenia do wąwozów lub celowo wykopanych dołów w celu masowego pogrzebania ciał.
Zastosowanie mobilnych komór gazowych miało dwie wady:
- było powolne – niektóre ofiary umierały przez dwadzieścia minut;
- było głośne – kierowcy słyszeli krzyki ofiar, które ich rozpraszały i niepokoiły[17].

Ponadto zdarzały się przypadki, kiedy niektóre ofiary wciąż żyły po przybyciu do masowego grobu i oprawcy musieli powtórzyć procedurę gazowania.
Do czerwca 1942 roku główny producent mobilnych komór gazowych, Gaubschat Fahrzeugwerke GmbH, dostarczył do Einsatzgruppen 20 samochodów w dwóch wersjach (mieszczącej 30–50 więźniów oraz 70–100 ofiar), z 30 zamówionych w tym przedsiębiorstwie. Do końca wojny nie zachował się żaden egzemplarz. Istnienie mobilnych komór gazowych po raz pierwszy wyszło na jaw w 1943 roku podczas procesu kolaborantów hitlerowskich, którzy brali udział w zagazowaniu około 30–60 cywilów w Krasnodarze: 21 i 22 sierpnia 1942 roku członkowie Sonderkommando 10a Einsatzgruppe D, przy wsparciu miejscowych kolaborantów, zamordowali około 2000 Żydów. Od 30 do 60 Żydów uciekających z miejsca kaźni złapano potem i uduszono w mobilnych komorach gazowych. Ponadto Einsatzgruppe D wymordowało tą samą metodą tysiące radzieckich cywilów, w tym pacjentów szpitali psychiatrycznych i Romów w rejonie Krasnodaru. Całkowita liczba zabitych przez mobilne komory gazowe jest nieznana, lecz Muzeum Żydowskie w Pradze szacuje, że od grudnia 1941 do czerwca 1942 roku zginęło w nich ok. 97 000 ludzi.

## Związek Radziecki
Podczas Wielkiego terroru w Związku Radzieckim, szef oddziału administracyjno-gospodarczego NKWD obwodu moskiewskiego Isaj Berg używał specjalnie przystosowanej, szczelnej furgonetki do gazowania więźniów na zasadzie eksperymentalnej. Więźniowie byli gazowani w drodze do Butowa, tzw. strzelnicy wojskowej, gdzie NKWD na ogół rozstrzeliwało więźniów i grzebało ich ciała. Zgodnie z zeznaniami złożonymi przez oficera NKWD Nikołaja Charitonowa w 1956 roku, Isaj Berg odegrał kluczową rolę w opracowaniu mobilnych komór gazowych. Berg został szefem wydziału administracyjno-ekonomicznego w moskiewskim NKWD latem 1937 roku. W październiku tego roku powierzono mu nadzór nad strzelnicą Butowo. Berg musiał przygotować to miejsce na masowe egzekucje więźniów z Moskwy i zapewnić, że egzekucje te przebiegną sprawnie. Zgodnie z zeznaniami złożonymi w 1956 roku przez Fiodora Szczesnokowa, członka ekipy egzekucyjnej Berga, jego oddział używał ciężarówek wyposażonych w zawory, przez które można było kierować gaz do wnętrza pojazdów. Przesłuchania ujawniły także, że więźniowie byli rozbierani do naga, związywani, kneblowani i wrzucani do ciężarówek; ich przedmioty osobiste kradziono. Berg został aresztowany 3 sierpnia 1938 roku i skazany na śmierć za udział w „kontrrewolucyjnej organizacji konspiracyjnej w ramach NKWD”, a następnie stracony 3 marca 1939 roku.
Skala używania w ZSRR ruchomych komór gazowych jest nieznana. Tomasz Kizny zakłada, że były one używane, gdy Berg nadzorował egzekucje (od października 1937 do 4 sierpnia 1938 roku). Wskazują na to wykopaliska archeologiczne przeprowadzone w 1997 roku, w ramach których ekshumowano 59 zwłok, należących do osób najprawdopodobniej zamordowanych za czasów Berga. Tylko cztery szkielety miały przestrzeliny w czaszkach, co skłania Kiznego do wniosku, że przynajmniej część ofiar została zagazowana.

## Spór o „twórcę” mobilnej komory gazowej
Rosyjska dziennikarka opozycyjna Jewgienija Albac utrzymuje, że mobilne komory gazowe były „radzieckim wynalazkiem”. Z kolei Kizny ich „wynalazcą” nazywa Berga. Natomiast historycy Holokaustu, tacy jak Henry Friedlander, twierdzą, że mobilne komory gazowe zostały wynalezione w 1940 roku. Katrin Reichelt wymienia Alberta Widmanna i Arthura Nebe jako tych, którzy wynaleźli metodę zabijania ludzi w samochodach dostawczych przez ich spaliny kierowane do środka. Szczegóły modyfikacji samochodów zostały opracowane przez Waltera Rauffa, Friedricha Pradela i Harry’ego Wentritta. Matthias Beer nazywa mobilne komory gazowe „specjalnym produktem III Rzeszy”. Robert Gellately zwraca uwagę, że podczas Akcji T4 w okupowanej Polsce nazistowscy zbrodniarze poszukiwali bardziej efektywnego oraz tajnego procesu zabijania i w ten sposób „wynaleźli pierwszą furgonetkę z gazem, która rozpoczęła działalność w Kraju Warty 15 stycznia 1940 roku pod kierunkiem Herberta Langego”. Zauważa również, że „władze sowieckie czasami używały furgonetki z gazem (duszegubka), jak w Moskwie w latach trzydziestych XX wieku, ale żeby odpowiedzieć na pytanie, na jaką skalę, potrzeba dalszych badań. Używali krematoriów do usuwania tysięcy ciał, lecz nie mieli komór gazowych”.

## Odniesienia w kulturze
Mobilne komory gazowe są szeroko omawiane w niektórych wywiadach zawartych w filmie Claude’a Lanzmanna Shoah. Scena zamordowania w ruchomej komorze gazowej czeskich dzieci pojawiła się w filmie fabularnym Lidice z 2011 roku.
Kontur mobilnej komory gazowej ukazany jest także na płaskorzeźbie na Pomniku Ofiar Faszyzmu w Lesie Rzuchowskim.